# 竹橋

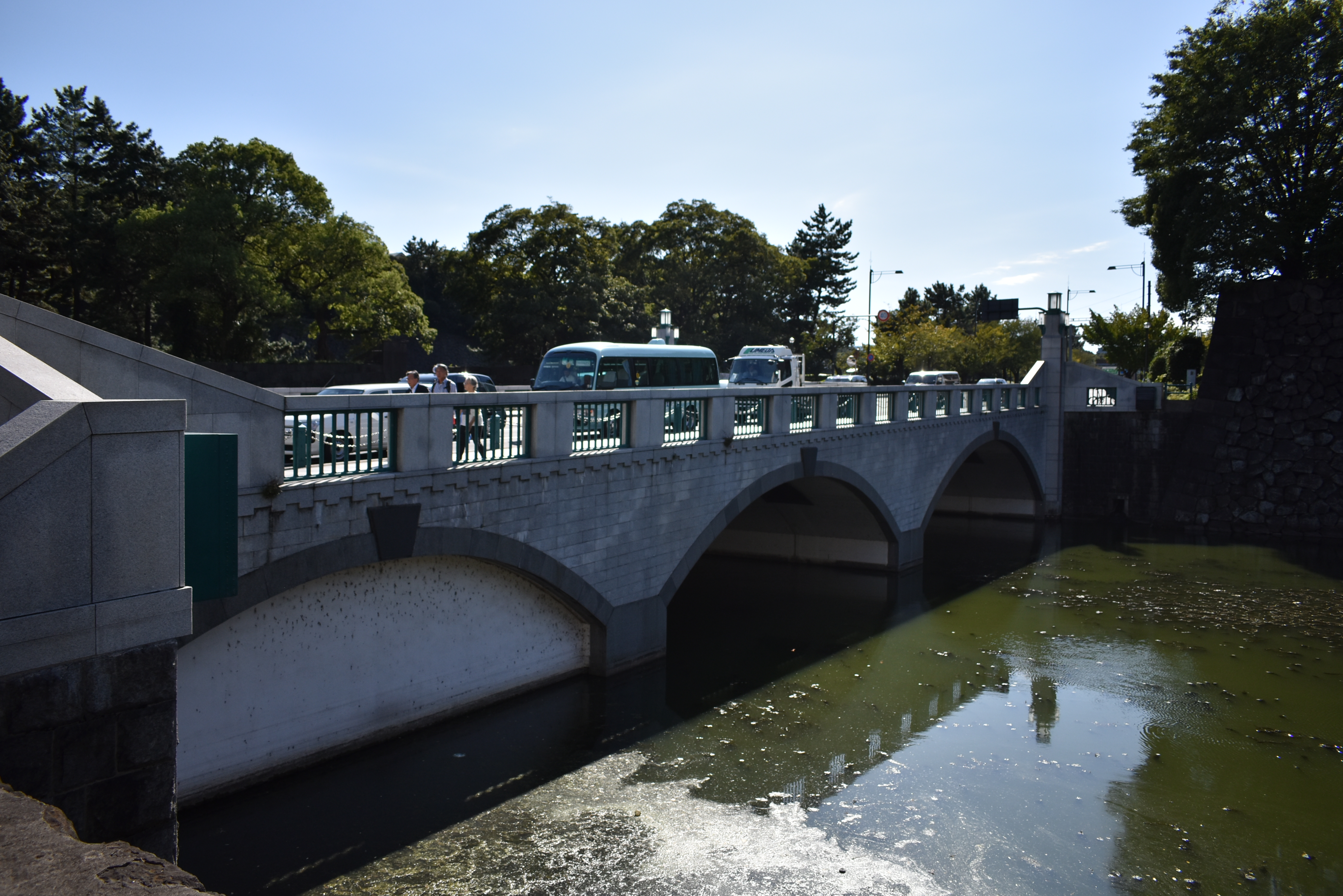
竹橋（2019年10月9日撮影）

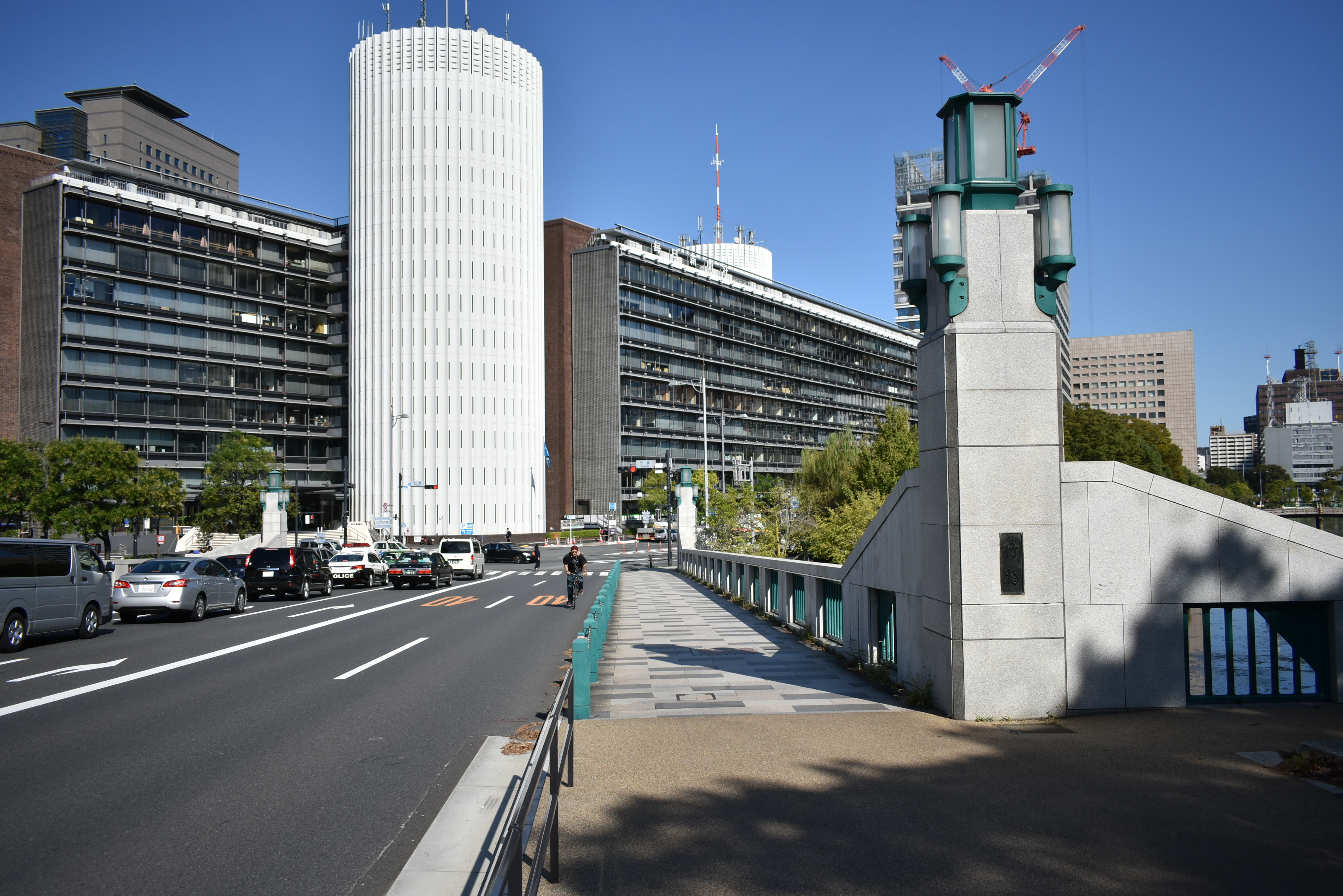
竹橋（2019年10月9日撮影）

竹橋（たけはし）は東京都千代田区北の丸公園にある橋である。清水濠の上に架り、一ツ橋一丁目と北の丸公園とを結んでいる。

## 概要
徳川氏の関東入国以前にすでに存在していた。
竹橋の名は、竹を編んで渡した橋だったからとも、また後北条家の家臣・在竹四郎が近在に居住しており「在竹橋」と呼んだのが変じたものとも言われる。
「別本慶長江戸図」には『御内方通行橋』と記してあり、主として大奥への通路に用いられたようである。
明治時代には、橋西詰に近衛砲兵大隊竹橋部隊があった。1878年（明治11年）8月23日、西南戦争後の処遇を巡って、同部隊の兵士らが武装蜂起する騒乱が起きた（竹橋事件）。
日露戦争後、祝勝会で皇居の濠にホタルが放たれたことがあり、1908年（明治41年）頃には竹橋でも蛍狩りができた。
現在では、皇居の水堀と神田オフィス街や首都高速道路・竹橋ジャンクションとに囲まれている。
内堀通り竹橋交差点と千鳥ヶ淵交差点を結ぶ公道（代官町通り）の一部をなしており、橋の両詰に毎日新聞東京本社などが入るパレスサイドビルディング、建て替えられた丸紅本社ビル（2021年春竣工）、東京国立近代美術館を擁している。代官町通りは自動車の往来が激しい。東京地下鉄（東京メトロ）東西線の竹橋駅が橋東詰にある。

## その他
三菱UFJ銀行竹橋支店は竹橋の名が付いているが、入金照合サービスで使用する被振込専用支店であるため、実店舗としては存在しない。